# Jari Puikkonen
Jari Puikkonen (n. 25 iunie 1959, Lahti, Finlanda) este un săritor cu schiurile ce a reprezentat Finlanda, medaliat olimpic. A participat la 3 ediții ale Jocurilor Olimpice (1980, 1984, 1988) în care a câștigat o medalie de aur și două medalii de bronz.